# La Otra
La Otra est une chaîne de télévision régionale de la communauté de Madrid, en Espagne. Lancée en 2000, elle appartient au groupe de radio et de télévision publique madrilène (Ente Público RadioTelevisión Madrid) dont dépend également sa « grande sœur » Telemadrid ainsi que la station de radio Onda Madrid.
Théoriquement prévue pour émettre uniquement dans le cadre de la télévision numérique terrestre, elle fut également diffusée en analogique de 2005 à 2009, le taux de pénétration de la télévision numérique étant alors considéré par le gouvernement autonome comme insuffisant. Cette mesure unilatérale fut néanmoins considérée comme illégale et le signal analogique fut définitivement coupé le 30 juin 2009.
Tout comme Telemadrid, La Otra appartient à la fédération des organismes de radio et de télévision des autonomies, une association professionnelle regroupant les principales chaînes de télévision régionales publiques du pays.

## Histoire
Le 1er octobre 2000, le groupe de radio et de télévision publique madrilène fait ses premiers pas dans le monde de la télévision numérique terrestre en diffusant sa chaîne « historique » Telemadrid en mode numérique (sans éteindre son signal analogique) dans une partie de la communauté de Madrid. Cette date voit également le lancement d'un nouveau canal, prévu pour être diffusé uniquement en numérique, baptisé « La Otra ».
Afin de promouvoir cette nouvelle chaîne, ses émissions sont reprises en différé sur Telemadrid de 2 heures à 6 heures du matin, ainsi que sur sa version internationale Telemadrid Sat. Les émissions régulières de la chaîne — qualifiée de « télévision alternative » par le président du gouvernement régional Alberto Ruiz-Gallardón — débutent officiellement le 19 mars 2001. Sa grille des programmes se distingue de celles des autres chaînes du groupe par une plus grande part d'émissions à vocation culturelles et/ou musicales, parmi lesquelles « Básico » ou « Las noches blancas ».
Néanmoins, la faible couverture et le maigre taux de pénétration de la télévision numérique terrestre au début des années 2000 en fait une chaîne « confidentielle » très peu suivie. Pour remédier à cette situation, il est décidé de ne plus seulement diffuser La Otra en numérique, mais également en analogique.
Le 15 septembre 2005, la chaîne commence à émettre sur le canal 40 (UHF) / 623,250 MHz, outrepassant ses droits (sa licence ne lui permettant qu'une diffusion en mode numérique). S'ensuit un véritable bras de fer entre le gouvernement autonome de la communauté de Madrid, qui considère que la réception de La Otra par tous les citoyens est un droit, et le ministère espagnol de l'industrie, qui considère que ce droit est respecté de fait avec la diffusion de la chaîne par la télévision numérique terrestre.
Le 30 juin 2009, les émissions analogiques de La Otra cessent définitivement au profit de la seule télévision numérique terrestre.

### Sources
- (es) Cet article est partiellement ou en totalité issu de l’article de Wikipédia en espagnol intitulé « laOtra » (voir la liste des auteurs).